# Чарлі Міттен
Чарльз Міттен (англ. Charles Mitten; 17 січня 1921, Рангун, Бірма — 2 січня 2002, Стокпорт, Англія), більш відомий як Чарлі Міттен — англійський футболіст, вихованець молодіжної академії «Манчестер Юнайтед».

## Біографія
Міттен виступав за молодіжний склад «Юнайтед» з 1936 року, в січні 1938 року підписав професійний контракт з клубом, але через Другу світову війну його дебют за першу команду відбувся лише через вісім років, 31 серпня 1946 року, в матчі проти «Грімсбі Таун». У цьому матчі Міттен відзначився голом, а «Юнайтед» здобув перемогу з рахунком 2:1.
З 1942 по 1944 роки Міттен зіграв 22 матчі за «Саутгемптон» у військовій лізі, забивши 5 голів. Також він виступав в статусі запрошеного гравця за «Астон Віллу», «Кардіфф Сіті», «Челсі», «Транмір Роверз» і «Вулвергемптон Вондерерз».
Міттен був талановитим вінгером в команді молодого Метта Басбі. Він допоміг клубу виграти Кубок Англії 1948 року. Всього він провів за «Юнайтед» 162 матчі, в яких забив 61 гол.
У 1950 році багатий колумбійський бізнесмен запропонував йому виступати в клубі «Індепендьєнте Санта-Фе» в Боготі. Міттен прийняв цю пропозицію, отримавши солідну суму грошей, а також прізвисько Бандит з Боготи (The Bogotá Bandit). Через рік контракт закінчився, і він повернувся в Англію.
Іспанський «Реал Мадрид» запропонував йому контракт з високою зарплатою, але Чарлі відмовився, побажавши повернутися до дружини в Англію. Правами на нього все ще володів «Манчестер Юнайтед», і Метт Басбі наклав на нього шестимісячну дискваліфікацію одразу після повернення на батьківщину. Після цього, він продав його в «Фулгем». Будучи гравцем «Фулгема», Міттен викликався в збірну Лондона для участі в Кубку ярмарків.
Після завершення кар'єри гравця, Міттен став футбольним тренером. Він тренував клуби «Мансфілд Таун», «Ньюкасл Юнайтед» і «Олтрінгем».
Чарлі Міттен помер у січні 2002 року, не доживши двох тижнів до свого 81-го дня народження.
Його племінник, Енді Міттен, був редактором журналу для вболівальників «Манчестер Юнайтед» United We Stand з кінця 1980-х років.

## Статистика виступів
| Клуб                   | Сезон             | Ліга | Ліга | Кубок Англії | Кубок Англії | Кубок ярмарок | Кубок ярмарок | Суперкубок Англії | Суперкубок Англії | Всього | Всього |
| Клуб                   | Сезон             | Ігри | Голи | Ігри         | Голи         | Ігри          | Голи          | Ігри              | Голи              | Ігри   | Голи   |
| ---------------------- | ----------------- | ---- | ---- | ------------ | ------------ | ------------- | ------------- | ----------------- | ----------------- | ------ | ------ |
| Манчестер Юнайтед      | 1946/47           | 20   | 8    | 0            | 0            | -             | -             | 0                 | 0                 | 20     | 8      |
| Манчестер Юнайтед      | 1947/48           | 38   | 8    | 6            | 3            | -             | -             | 0                 | 0                 | 44     | 11     |
| Манчестер Юнайтед      | 1948/49           | 42   | 18   | 8            | 5            | -             | -             | 1                 | 0                 | 51     | 23     |
| Манчестер Юнайтед      | 1949/50           | 42   | 16   | 5            | 3            | -             | -             | 0                 | 0                 | 47     | 19     |
| Манчестер Юнайтед      | Всього            | 142  | 50   | 19           | 11           | 0             | 0             | 1                 | 0                 | 162    | 61     |
| Індепенд'єнте Санта-Фе | 1950              | 12   | 3    | -            | -            | -             | -             | -                 | -                 | 12     | 3      |
| Індепенд'єнте Санта-Фе | 1951              | 12   | 5    | -            | -            | -             | -             | -                 | -                 | 12     | 5      |
| Індепенд'єнте Санта-Фе | Всього            | 24   | 8    | 0            | 0            | 0             | 0             | 0                 | 0                 | 24     | 8      |
| Фулгем                 | 1951/52           | 16   | 6    | 0            | 0            | -             | -             | 0                 | 0                 | 16     | 6      |
| Фулгем                 | 1952/53           | 40   | 7    | 1            | 0            | -             | -             | 0                 | 0                 | 41     | 7      |
| Фулгем                 | 1953/54           | 41   | 9    | 3            | 1            | -             | -             | 0                 | 0                 | 44     | 10     |
| Фулгем                 | 1954/55           | 36   | 6    | 1            | 0            | -             | -             | 0                 | 0                 | 37     | 6      |
| Фулгем                 | 1955/56           | 21   | 4    | 1            | 0            | -             | -             | 0                 | 0                 | 22     | 4      |
| Фулгем                 | Всього            | 154  | 32   | 6            | 1            | 0             | 0             | 0                 | 0                 | 160    | 33     |
| Збірна Лондона         | 1955/56           | -    | -    | -            | -            | 1             | 0             | -                 | -                 | 1      | 0      |
| Збірна Лондона         | Всього            | 0    | 0    | 0            | 0            | 1             | 0             | 0                 | 0                 | 1      | 0      |
| Мансфілд Таун          | 1955/56           | 17   | 3    | 0            | 0            | -             | -             | 0                 | 0                 | 17     | 3      |
| Мансфілд Таун          | 1956/57           | 45   | 11   | 2            | 0            | -             | -             | 0                 | 0                 | 47     | 11     |
| Мансфілд Таун          | 1957/58           | 38   | 11   | 4            | 2            | -             | -             | 0                 | 0                 | 42     | 13     |
| Мансфілд Таун          | Всього            | 100  | 25   | 6            | 2            | 0             | 0             | 0                 | 0                 | 106    | 27     |
| Всього за кар'єру      | Всього за кар'єру | 420  | 115  | 31           | 14           | 1             | 0             | 1                 | 0                 | 453    | 129    |

## Титули і досягнення
- Володар Кубка Англії (1):

«Манчестер Юнайтед»: 1947/48